# C'Chartres Football
C'Chartres Football hoặc C'Chartres là một câu lạc bộ bóng đá Pháp có trụ sở tại Chartres. Câu lạc bộ được thành lập vào năm 2018 bởi sự hợp nhất của FC Chartres và Chartres Horizon.
Kể từ mùa giải 2018-19, câu lạc bộ chơi ở Championnat National 2, cấp độ thứ tư của bóng đá Pháp và đội dự bị của nó chơi ở Championnat National 3.

## liên kết ngoài
- Trang web chính thức của C'Chartres (tiếng Pháp)